# Mossberget
Mossberget är namnet på ett antal berg, byar, fastigheter, gårdar och områden i Sverige.

## Lista med ett urval platser med namnet Mossberget

### Berg och kullar
- Ett berg inom Hudiksvalls stad, Hälsingland
- Ett berg i Hälsingtuna socken, Hälsingland, 61°41′47″N 17°18′34″Ö / 61.69639°N 17.30944°Ö
- Ett berg i Norrala socken, Hälsingland, 61°19′3″N 17°3′8″Ö / 61.31750°N 17.05222°Ö
- Ett berg i Norrbo socken, Hälsingland
- Ett berg i Kils socken, Närke
- Ett berg i Misterhults socken, Småland
- Ett berg i Tveta socken, Småland
- Ett berg i Vimmerby socken, Småland
- Ett berg i Sorunda socken, Södermanland
- Ett berg i Sotholms härad, Södermanland
- Ett berg i Ösmo socken, Södermanland
- Ett berg i Österhaninge socken, Södermanland
- Ett berg i Dannemora socken, Uppland
- Ett berg i Ljusterö socken, Uppland
- Ett berg i Lohärads socken, Uppland
- Ett berg i Orkesta socken, Uppland
- Ett berg i Väddö socken, Uppland,  59°57′36″N 18°50′27″Ö / 59.96000°N 18.84083°Ö
- En kulle i Österlövsta socken, Uppland
- Ett berg i Fryksände socken, Värmland
- Ett berg i Karlskoga socken, Värmland
- Ett berg inom Kristinehamns stad, Värmland, 59°20′0″N 14°6′50″Ö / 59.33333°N 14.11389°Ö
- Ett berg i Köla socken, Värmland
- Ett berg och en by i Norra Älvdals socken, Värmland
- Ett berg i Östra Ämterviks församling, Värmland
- Ett berg i Bygdeå socken, Västerbotten
- Ett berg i Byske socken, Västerbotten
- Ett berg i Lycksele socken, Västerbotten
- Ett berg i Bergums socken, Västergötland

### Byar
- En by i By socken, Dalarna
- En by i Norrfjärdens socken, Norrbotten
- En by i Mörlunda socken, Småland
- En by i Gräsmarks socken, Värmland

### Fastigheter
- En fastighet i Lindesbergs församling, Västmanland
- En fastighet i Klockrike socken, Östergötland

### Gårdar
- En gård i Rättviks socken, Dalarna

### Områden
- Ett område i Knipared, Västergötland, 57°47′16″N 12°8′55″Ö / 57.78778°N 12.14861°Ö